# Mordechai Vanunu
Mordechai Vanunu (מרדכי ואנונו, Marrákes, 1954. október 14.) izraeli atomtechnikus, aki 1986-ban felfedte az országának addig titokban tartott atomprogramját.

## Élete
Marokkói zsidó bevándorló fia. Apja rabbi volt Beér-Sevában. A katonai szolgálat elvégzése után egy évet fizikát tanult, de a tanulmányait anyagi okok miatt félbe kellett szakítania. 1976-tól éjszakai irányítóként dolgozott az izraeli kormányzat által titokban tartott Dimonai Magfizikai Kutatóközpontban, Jeruzsálemtől délre 90 km-re.
Emellett a Bersebai Egyetem filozófiaszakját is látogatta. Eközben alakultak ki a baloldali politikai nézetei; belépett az Izraeli Kommunista Pártba is. 1985 decemberében 180 másik kollégájával együtt elbocsátották Dimonából, és elhatározta, hogy világ körüli útra megy. Több ázsiai országot is meglátogatott. 1986-ban Ausztráliában áttért a keresztény hitre.
Röviddel ezután jött elő az állítással, hogy Izrael atomhatalommá vált. Kapcsolatba lépett a Daily Mirrorral, melynek kiadója, Robert Maxwell, Izraelbe küldte tovább a felvételeket.
A londoni Sunday Times Vanunu tanácsára megvizsgáltatta a felvételeket Frank Barnaby angol atomfizikussal, majd pedig 1986. október 5-én nyilvánosságra hozta őket. De közben 1986. szeptember 30-án az izraeli argentin Cheryl Ben Tov Rómába csalta, ahol a Moszad elrabolta, majd pedig hajóval Izraelbe vitte. Az emberrablás az olasz kormányzat egyetértése nélkül zajlott le.
Az izraeli kormány hat hétig tagadta, hogy bármit is tudna Vanunuról. Ő egy rendőrségi buszban a tenyerére írta, hogy Rómában rabolták el, majd pedig tenyerét az ablaküvegre tapasztotta, hogy újságírók láthassák a feliratot. Hazaárulásért és kémkedést 18 év börtönre ítélték, amelyből 11 évet teljes elszigeteltségben töltött le az askelóni Schikma börtönben.
2004. április 21-én kemény feltételek mellett szabadon engedték. Ezek szerint nem szabad elhagynia Izrael területét, nem közelíthet meg nagykövetséget, és be kell számolnia minden település közötti mozgásáról. Tilos továbbá az internetet vagy mobiltelefont használnia, és külföldi újságírókkal kapcsolatba lépnie. Mindezek ellenére már több mint 100 interjút adott, amiért többször is újra lecsukták. Jelenleg a jeruzsálemi Szent György-katedrális vendégházában él.
2004. november 11-én a Háárec izraeli napilap Vanunu letartóztatásáról számolt be. Állítólag titkos információkat adott tovább. Szabadon eresztették, de egy évvel meghosszabbították a rá vonatkozó korlátozások időtartamát. Továbbá 21 pontban vádat is emeltek ellene.
2007. július 2-án egy izraeli bíróság úgy döntött, hogy Vanunu további 6 hónapot a börtönben kell töltsön. Már áprilisban bűnösnek találták abban, hogy külföldiekkel tartott kapcsolatot, és ezzel megsértette a rá vonatkozó korlátozásokat. Fellebbezést nyújtott be, mire büntetését három hónapra csökkentették.
2009. december 28-án ismét fogságba került, de másnap elengedték házi őrizetbe.
A 2007-es ítélete miatt 2010. május 23-tól egy három hónapos börtönbüntetést kellett letöltenie. Ehelyett három hónap közösségi munkát is választhatott volna. Vanunu a közösségi munkát Jeruzsálem keleti, arablakta részén akarta teljesíteni, mivel attól tartott, hogy a főként zsidók lakta városrészben az izraeli lakosság zaklatni fogja. Miután ezt megtagadták tőle, inkább a börtönt választotta.

## Kitüntetések
1987-ben az alternatív Nobel-díjnak tartott Right Livelihood Award kitüntetést kapta meg. 2001-ben a norvég Tromsø-i Egyetem tiszteletbeli doktori címet adott neki. 2002-ben megkapta az Atommentes Jövőért Díj „Ellenállás“ kategóriáját. 2004 decemberében a Glasgow-i Egyetem rektorává választották. Többször is jelölték a Nobel-békedíjra.
2010 decemberében át kellett volna vennie a Carl von Ossietzky érdemérmet a „Nemzetközi Liga az Emberi Jogokért” szervezettől. Mivel azonban nem hagyhatta el Izraelt, az ünnepélyes díjátadó helyett a tiltakozó tüntetés volt Berlinben, ami egy nukleáris leszerelésért folyó kampány kezdetét is jelentette. Eközben több Nobel-díjas is (Mairead Corrigan-Maguire, Günter Grass) és Nina Hagen fordult az izraeli kormányzathoz azzal a sürgős kéréssel, hogy engedélyezzék Vanunu kiutazását, amit az megtagadott.

## Vanunu-törvény
1998-ban fogadták el az ún. Vanunu-törvényt, ami engedélyezi a büntetés-végrehajtási intézményeknek azon levelek felbontását is, amelyeket parlamenti képviselőknek címeztek. Addig ez politikai immunitás miatt tilos volt.

## Linkek
- Israel Special Weapons Guide: Az Amerikai Tudósok Szövetségének oldala az izraeli atomprogramról, Frank Barnaby és Joseph Rotblat szakvéleményével
- Kampány Vanunu kiszabadításáért és az atomfegyver-mentes Közel-Keletért
- Vanunu - a Film (11:28), Loop Dundee számítógépes animációja, 2004